# Temple (Maine)
Temple – miasto w Stanach Zjednoczonych, w stanie Maine, w hrabstwie Franklin.